# Székely Ervin
Székely Ervin (Nagyszalonta, 1957. augusztus 19.) erdélyi magyar újságíró, jogi szakíró.

## Életútja, munkássága
Szülővárosában az Arany János Líceumban tanult 1972–76 között, majd Kolozsváron a BBTE Jogi Karán szerzett diplomát (1976–81). 1981–82-ben Nagykárolyban, 1982–86-ban Nagyszalontán jogtanácsos, 1986-tól azIfjúmunkás, majd annak jogutódja, a Fiatal Fórum tudósítója, rovatvezetője; munkatársa a Fáklya, Munkásélet, Bihari Napló, Romániai Magyar Szó, Erdélyi Riport c. lapoknak; 1991-ben a Jelenlét, 1992–93-ban az Ifi-Fórum szerkesztője, rovatvezetője. 1992-től 2004-ig képviselő volt a román parlamentben, majd az RMDSZ által javasolt államtitkárként dolgozott az Egészségügyi Minisztériumban. 2009-től a Román Közszolgálati Rádió munkatársa, 2012 márciusától a rádió kisebbségi szerkesztőségének főszerkesztője.
Prókátor címmel humoros jogi sorozatot közölt az Ifjúmunkásban (1986–91), s folytatólag a Fiatal Fórumban. Cikkeit a Valóság, a Helikon, a Korunk is közölte.
Újságírói munkásságáért 2014-ben Fehér Dezső-díjat kapott (Átadták az idei sajtódíjakat)

## Kötetei
- Magyarázom a rendszerváltást (Maiko Könyvkiadó, Bukarest, 2000)
- Az Andropov-terv (Maiko Könyvkiadó, Bukarest, 2003)
- A Műember (Maiko Könyvkiadó, Bukarest, 2009)
- A feljelentés (Könyvmester Könyvkiadó, Nagyvárad 2011)
- Bársonyszék és aszfalt (Riport Kiadó, Nagyvárad 2014)
  - Ez a kötete román fordításban is megjelent Jilţ şi caldarâm címmel a Curtea Veche Kiadó gondozásában 2016-ban, fordította Iosif Klein Medeşan.[2]
- Egy asszimiláns feljegyzései (Curtea Veche Publishing, Bukarest 2017). Ugyanez a könyv egyidejűleg román fordításban is megjelent Cum am devenit român címmel.[3][4]
- Szerelmes szakácskönyv szingliknek (Ratio et Revelatio Kiadó, Nagyvárad 2018) Ugyanez a könyv 2019-ben román nyelven is megjelent Carte de bucate şi de dragoste címmel. https://www.ratioetrevelatio.com/de-re-culinaria/szerelmes-szak%C3%A1csk%C3%B6nyv-szingliknek.html, https://www.ratioetrevelatio.com/de-re-culinaria/carte-de-bucate-%C8%99i-de-dragoste.html